# نانکانگیا
نانکانگیا(نام علمی: Nankangia) نام یک سرده از شاخه طنابداران است.